# Heiko Rüll
Heiko Rüll (* 2. Oktober 1979 in Wiesbaden) ist ein deutscher Fernseh- und Drehbuchautor.

## Leben
Nach Abitur in Idstein und fünf Semestern Mediensoziologie-Studium bei Dieter Prokop an der Johann Wolfgang Goethe-Universität in Frankfurt am Main absolvierte Heiko Rüll ein Volontariat mit anschließender Festanstellung als Redakteur und Autor bei Live Line Entertainment, der Produktionsfirma des ehemaligen ZDF-Unterhaltungschefs Wolfgang Penk. Er schrieb und co-konzipierte dort nahezu alle Shows und betreute zusätzlich die Musikredaktion und -produktion.
Als Fernsehautor entwickelte und schrieb Heiko Rüll Sendungen für ARD, ZDF, RTL, RTL II, SAT.1, ProSieben und Premiere.
Heiko Rüll schrieb u. a. für Alexander Mazza, Bärbel Schäfer, Jörg Pilawa, Anastasia Zampounidis, Roberto Blanco, Jasmin Wagner, Ralph Morgenstern, Barbara Schöneberger, Jan Hofer, Aleks Bechtel, Sebastian Deyle.
Im Auftrag der United Visions Entertainment AG (später Scholz & Friends) war Heiko Rüll an der Entwicklung und Produktion der ersten deutschen interaktiven Web-Soap 90 sechzig 90 – Tinas Modelagentur beteiligt, die wöchentlich im Fun & Action-Bereich von T-Online lief und in jeder Folge einen prominenten Gaststar präsentierte.

## Fernsehshows
- Startschuss in der Lausitz – Die Lausitzring-Eröffnungsshow, ARD
- Deutschlands Fest – zum Tag der Deutschen Einheit, ZDF
- Gemeinsam gegen Terror – das Solidaritätskonzert für Amerika, ZDF
- Wünsche werden wahr – zu Gunsten der Kindernothilfe, ProSieben
- Die große SAT.1-Silvestershow – live vom Brandenburger Tor, SAT.1
- Ein Herz für Kinder, ARD
- Die große Mallorca Schlagerparty, Premiere (Goldstar-TV)
- Einer wird gewinnen (Spiele), ARD
- Närrische Party, N3
- Spielzeit im Ersten, ARD
- TV.B-Stadtparty, TV.B
- Miss Germany-Show (+ Doku-Soap), SAT.1
- Die Bild-Schlagerkönige, RTL
- Das Festival des Deutschen Schlagers, ARD
- Happy Birthday Jack White, ARD
- Die Goldene Europa, ARD
- Die Biene Maja-Show, ZDF
- Die Wahl der Deutschen Weinkönigin, SWR
- Wellness-TV, ARD
- Gesund mit Wellness, ARD
- Coca-Cola Soundwave Discovery Tour 2007, Moderationsbuch für die zweitägige Finalshow in Berlin
- 3. Oktober – live vom Brandenburger Tor, RTL II
- Welcome 2009 – Silvester am Brandenburger Tor, RTL II
- Die neue Hitparade, RTL II
- Ballermann Hits, RTL II
- Après Ski-Hits, RTL II
- Silvester-Specials 10/11, 11/12, RTL II

## Auszeichnungen
- OttoCar 2009 in silber (internationales Automotive Film- und Multimedia Festival AutoVision) für den Filmbeitrag Veränderung (brandscape für Mercedes-Benz)
- ITVA-Award 2009 in gold (Integrated TV & Video Association e. V.) für Global Football Launch (brandscape für Adidas)
- ITVA-Award 2009, Sonderpreis für CSI on Tour (brandscape für Mercedes-Benz)
- ITVA-Award 2009, Sonderpreis für Insignia Project (brandscape für Adam Opel GmbH)
- EVA-Award 2009 in gold (Verband Direkte Wirtschaftskommunikation e. V.) für CSI on Tour (brandscape für Mercedes-Benz)
- Gold World Medal 2010 (New York Festivals Television & Film Awards) für Global Football Launch (brandscape für Adidas) in der Kategorie Business Theater
- Silver World Medal 2010 (New York Festivals Television & Film Awards) für Global Football Launch (brandscape für Adidas) in der Kategorie Corporate Multi-Screen